# سيرجيو استيبان فيليز
سيرجيو استيبان فيليز (بالإسبانية: Sergio Vélez)‏ هو صحفي وشاعر كولومبي، ولد في 15 سبتمبر 1983.